# IAAFワールドチャレンジミーティングス
IAAFワールドチャレンジは国際陸上競技連盟主催の陸上競技国際大会のサーキットである。

## 概要
1985年から、世界各地で1日の単発で争われる国際競技会「グランプリ・サーキット」として開始された。その後1998年に大規模な大会をゴールデンリーグ指定大会とし、賞金ボーナスを拠出する大会にグレードアップ。
さらに2003年から大会のレベルに応じて「ゴールデンリーグ」「スーパーリーグ」「グランプリ」「グランプリ（監）」の4つのカテゴリーにリニューアル。2006年に「グランプリ」と「グランプリ（監）」のカテゴリーを統合し、「ワールドアスレチックツアー」として3つのカテゴリーに。そして2010年から旧ゴールデン・スーパーの2つの大会を「ダイヤモンドリーグ」、グランプリを「ワールドチャレンジ」の2つに見直し、全部で28大会を開催した。
ワールドチャレンジはそれぞれの種目に世界ランキングで原則50位以内に入った選手から4人以上が出場し、国際陸上競技連盟「クラス2」以上の公認スタジアムで開催される。
2019年シーズンを最後に終了し、2020年からはワールドアスレティックスコンチネンタルツアーが開始される。

## ワールドチャレンジ 2015
| 大会名                                  | 開催月日 | 競技場                                     | 開催都市     | 開催国         |
| --------------------------------------- | -------- | ------------------------------------------ | ------------ | -------------- |
| メルボルントラッククラシック            | 3月21日  | レイクサイド・スタジアム                   | メルボルン   | オーストラリア |
| ジャマイカ国際招待                      | 5月9日   | インディペンデンス・パーク                 | キングストン | ジャマイカ     |
| ゴールデングランプリ                    | 5月10日  | 等々力陸上競技場                           | 川崎市       | 日本           |
| 国際田聯田径世界挑戦賽北京站            | 5月20日  | 北京国家体育場                             | 北京市       | 中国           |
| Meeting Grand Prix IAAF de Dakar        | 5月23日  | スタッド・レオポール・セダール・サンゴール | ダカール     | セネガル       |
| Fanny Blankers-Koen Games               | 5月24日  | Fanny Blankers-Koen Stadion                | ヘンゲロー   | オランダ       |
| Golden Spike Ostrava                    | 5月26日  | ミェスツキー・スタディオン                 | オストラヴァ | チェコ         |
| Grande Premio Brasil Caixa de Atletismo | 6月21日  | エスタジオ・オリンピコ・ド・パラー         | ベレン       | ブラジル       |
| Meeting de Atletismo Madrid             | 11 July  | エスタディオ・デ・バジェエルモソ           | マドリード   | スペイン       |
| ISTAF                                   | 9月6日   | Olympiastadion                             | ベルリン     | ドイツ         |
| Hanzekovic Memorial                     | 9月8日   | Stadion SRC Mladost                        | ザグレブ     | クロアチア     |
| リエーティ・ミーティング                | 9月13日  | Stadio Raul Guidobaldi                     | リエーティ   | イタリア       |